# The Forbidden Room (film 1919)
The Forbidden Room è un film muto del 1919 diretto da Lynn F. Reynolds.

## Trama
Ruth, una stenografia, si licenzia per evitare la avances del suo datore di lavoro, il capo della polizia. La giovane trova un nuovo lavoro presso Anthony Curtis, il procuratore distrettuale che, con le sue battaglie per la legalità, è inviso a molti funzionari di polizia. Ruth accetta di accompagnare il suo nuovo capo in montagna, dove lui si reca in vacanza. Pescando, lei scivola e sta per cadere, ma Curtis riesce a prenderla, evitandole la caduta. I due si abbracciano e lui, innamorato, sta per dichiararsi. Ma i due vengono fotografati da alcune spie mandate dal capo della polizia e da Mason Clark, che usano le foto per montare uno scandalo su un'inesistente "tratta delle bianche". Credendo di essere stato incastrato da Ruth, Anthony la licenzia. Lei va a lavorare per Mason: lo attira in una stanza d'albergo dove sono sorpresi dalla polizia e arrestati. Durante il processo, lei riesce a far confessare a Mason la montatura di cui è rimasto vittima il procuratore distrettuale, dimostrando così ad Anthony la propria innocenza.

## Produzione
Il film fu prodotto dalla Fox Film Corporation.

## Distribuzione
Distribuito dalla Fox Film Corporation, il film - presentato da William Fox - uscì nelle sale cinematografiche statunitensi il 2 marzo 1919.